# Гаролд Гакет
Гаролд Гакет (англ. Harold Hackett; 12 липня 1878 — 20 листопада 1937) — колишній американський тенісист.
Найвищу одиночну позицію світового рейтингу — 7 місце досяг 1906 року (у США).
Перемагав на турнірах Великого шолома в парному розряді.

## Фінали турнірів Великого шолома

### Парний розряд (4–3)
| Результат | Рік  | Турнір        | Покриття | Партнер         | Суперники                      | Рахунок              |
| --------- | ---- | ------------- | -------- | --------------- | ------------------------------ | -------------------- |
| Поразка   | 1905 | Чемпіонат США | Трава    | Фред Александер | Голкомб Ворд Білс Райт         | 4–6, 4–6, 1–6        |
| Поразка   | 1906 | Чемпіонат США | Трава    | Фред Александер | Голкомб Ворд Білс Райт         | 3–6, 6–3, 3–6, 3–6   |
| Перемога  | 1907 | Чемпіонат США | Трава    | Фред Александер | Нет Торнтон Браян М. Ґрант     | 6–2, 6–1, 6–1        |
| Перемога  | 1908 | Чемпіонат США | Трава    | Фред Александер | Реймонд Літтл Білс Райт        | 6–1, 7–5, 6–2        |
| Перемога  | 1909 | Чемпіонат США | Трава    | Фред Александер | Джордж Джейнс Моріс Мак-Лафлін | 6–4, 6–4, 6–0        |
| Перемога  | 1910 | Чемпіонат США | Трава    | Фред Александер | Том Банді Троубрідж Гендрік    | 6–1, 8–6, 6–3        |
| Поразка   | 1911 | Чемпіонат США | Трава    | Фред Александер | Реймонд Літтл Гус Тушар        | 5–7, 15–13, 2–6, 4–6 |